# 西昌ジャンクション
西昌ジャンクション（ソチャンジャンクション）は大韓民国仁川広域市南洞区にある嶺東高速道路(50号線）と第二京仁高速道路（110号線）を接続するジャンクション兼インターチェンジである。

## 接続している路線

### 江陵・仁川方面
- 嶺東高速道路（1番）

### 仁川・ソウル方面
- 第二京仁高速道路（9番）

## 隣
嶺東高速道路
- (1) 西昌JCT・IC - (2) 月串JCT（朝鮮語版）

第二京仁高速道路
- (8) 南洞IC（朝鮮語版） - (9) 西昌JCT・IC - 南仁川料金所 - (10) 新川IC